# Фофановский могильник
Фофановский могильник — погребения эпохи мезолита, неолита, бронзового века, расположенные в Кабанском районе Республики Бурятия близ села Фофоново. Захоронения впервые открыты в 1926 году студентом А. П. Окладниковым. Это один из крупных и древних могильников в Забайкалье. Погребения отнесены исследователями к различным культурам — китойской, глазковской и карасукско-шиверской.
Раскопки на могильнике проводили: М. М. Герасимов в 1931, 1934—1936 годах и в 1959 году, А. П. Окладников в 1948 и 1950 годах, В. П. Конев в 1987—1991 и в 1996 годах, Е. Д. ЖамбалтароваЖамбалтарова, Елена Дашиевна — кандидат исторических наук, хранитель фондов музея БНЦ СО РАН в 2007, 2008, 2013 годах. За всё время изучения памятника исследовано более сотни погребений. В 2021 году Алисса Уайт из Оксфордского университета совместно с учёными из Великобритании, Канады и России провела радиоуглеродный и изотопный анализ на останках 22 костяков из могильника. Результаты исследования подтвердили, что могильник более древний, чем его прибайкальские аналоги китойской культуры. В 2022 году создана экскурсионная площадка с мобильной выставкой «Фофановская стоянка древнего человека», которая рассказывает о жизни и быте древнего человека.
В результате реконструкции облика погребенных было установлено, что по внешности древние жители здешних мест напоминали современных бурят, их средний рост составлял 165,8 см, а вес — 61,7 кг. Исследования черепов погребенных позволило исследователям отнести их к «недифференцированномуНедифференцированный — не подразумевающий разделения, различения чего-либо варианту большой монголоидной расы». Уровень развития технологий у мастеров был на достаточно высоком уровне и соответствовал общему культурному уровню Байкальского региона — древние литейщики уже тогда могли легировать сплав оловом и мышьяком и создавать устойчивые типы сплавов.
Находки, сделанные во время раскопок, хранятся в различных музеях и научных организациях: в Эрмитаже, в Государственном историческом музее, в Музее антропологии и этнографии им. Петра Великого, в Отделе антропологии ИЭА РАН, в Музее истории Бурятии, в Музее БНЦ СО РАН и в Иркутском музее истории.
Памятник является объектом культурного наследия России федерального значения.

## Географическое положение
Могильник находится в 60 км к северо-западу от Улан-Удэ, в 6 км от села Кабанск, в 0,5 км от села Фофоново, на правом берегу реки Селенги (26—38 м от уровня реки) на Фофановской горе. Могильник расположен на плато, которое ограничено с трёх сторон обрывистыми склонами. На юге это плато упирается обрывом в реку Селенгу, на юго-западе в полузаросшее озеро.
Рядом с Фофановской горой, на которой расположен могильник, открыты неолитические стоянки и найден подъёмный материал, относящийся к ним. Здесь обнаружена писаница, которую местные жители называют «Шаханским богом» (по версии краеведа А. В. Тиваненко «Шаханский» это, по-видимому, неправильно интерпретированное слово «Шаманский»), на ней изображен человек и змея. Писаница, выполненная красной охрой, не была зафиксирована и ныне утрачена.
Расположение могильника на горе — типичное место в эпоху неолита, так как гора считалась сакральным местом в погребальных обрядах, воспринималась как звено, которое связывает между собой мир живых и мир мёртвых. Гора воспринималась как начало пути в потусторонний мир, так как ближе всего располагалась к небу.
Расположение у воды также несёт символизм — в погребальных обрядах она, по верованиям, «обеспечивает посмертное возрождение». У сибирских народов вода означала Нижний мир. Река, гора, дерево, ветер считались дорогой, которые связывали миры. В культуре многих народов умершие продолжали существовать в ином пространстве, поэтому кладбище рассматривалось как поселение умерших.

## История исследований
На юго-западном склоне Фофановской горы в апреле 1926 (1927) года 18-летний студент педтехникума А. П. Окладников, по поручению этнографа Б. Э. Петри, во время своей первой археологической разведки в окрестностях села Кабанск в низовьях реки Селенги открыл остатки четырёх погребений, которые были отнесены к неолиту. 
Позже археологические работы на памятнике проводил в 1931, 1934—1936 годах археолог М. М. Герасимов. Он исследовал отдельные погребения, которые уже начали обнажаться. В период с 1931 года по 1936 год он вскрыл свыше 40 погребений, что дало каменные и костяные материалы. Было установлено что все они принадлежали к разным хронологическим этапам, выделены неолитические и энеолитические периоды. Результаты работ на могильнике не были опубликованы полностью, отсутствует полевая документация, но осталась коллекционная опись находок. 
В 1948 и 1950 годах раскопки на могильнике проводила Бурят-Монгольская археологическая экспедиция под руководством А. П. Окладникова. В 1948 году раскопано 23 погребения, в 1950 году — 20, часть могил на момент раскопок уже была разрушена. Палеоантропологический материал изучался И. И. Гохманом. 
В 1959 году археологический отряд Иркутской экспедиции ЛОИА АН СССР (руководитель отряда — М. М. Герасимов, руководитель экспедиции — М. П. Грязнов) изучил 41 могилу на площади 1,4 тыс. м². При раскопках применялся метод снятия уступов, в зависимости от крутизны склона ширина уступа составляла от 1 до 2,5 м. Часть могил была разграблена в древности. Стратиграфически погребения были поделены на три группы: погребения китойской культуры, погребения глазковской культуры, погребения карасукско-шиверского времени. 
В 1987—1991 и в 1996 годах археологическая экспедиция БГПИ и ВСГАКИ (руководитель экспедиции — В. П. Конев) исследовала 17 погребений эпохи раннего неолита. В 1989 году по проведённому радиоуглеродному анализу артефактов получены датировки — от 5 до 6 тыс. лет назад. Плохая сохранность артефактов не позволила достаточно ясно трактовать некоторые даты, полученные по костякам. 
В 2007 году на памятнике, на пяти участках восточного склона Фофановской горы, размеченных согласно предполагаемому положению захоронений, проведены георадарные исследования (использовался георадар ОКО-2) на площади 1,7 тыс. м². Исследования проводились для выявление наиболее перспективных участков для дальнейших археологических раскопок, точной фиксации и научной оценки памятника с полной характеристикой его топографии. Исследования выполнены сотрудниками Отдела физических проблем БНЦ СО РАН Ю. Б. Башкуевым, В. Б. Хаптановым и М. Г. Дембеловым. Георадарные исследования позволяют археологам уменьшить количество физической работы. В 2007, 2008, 2013 годах на памятнике проводила раскопки экспедиция Музея БНЦ СО РАН и ВСГАКИ (руководитель экспедиции — Е. Д. ЖамбалтароваЖамбалтарова, Елена Дашиевна — кандидат исторических наук, хранитель фондов музея БНЦ СО РАН), которая раскопала четыре погребения и один ритуальный объект. 
В 2021 году Алисса Уайт из Оксфордского университета совместно с учеными из Великобритании, Канады и России провела радиоуглеродный и изотопный анализ на останках 22 костяков из могильника, взятые из коллекций, хранящихся в Музей антропологии и этнографии им. Петра Великого (Кунсткамера) в Санкт-Петербурге. Радиоуглеродное датирование подтвердило разновременность памятника — он относится к позднему мезолиту (около 8 тыс. лет назад), позднему неолиту (около 6 — 5,5 тыс. лет назад), началу раннего бронзового века (около 4,9 — 4,5 тыс. лет назад) и финалу раннего бронзового века (около 3,7 тыс. лет назад). Было отмечено, что могильник более древний, чем его прибайкальские аналоги китойской культуры. Исследования позволили найти различия в питании между населением позднего неолита и раннего бронзового века. Учёные предположили, что это могло быть связано с переходом от использования ресурсов мелководий Байкала к нижнему течению Селенги, где они добывали рыбу во время нереста.
В 2022 году при поддержке фонда президентских грантов и при поддержки туристским информационным центром «Байкал» Министерства туризма Бурятии региональной общественной организацией «Содружество» создана экскурсионная площадка с мобильной выставкой «Фофановская стоянка древнего человека», которая рассказывает о жизни и быте древнего человека. Построены шесть хижин из жердей, из них три посвящены бронзовому веку. На выставке также демонстрируются фотографии археологических находок, флоры и фауны.

Фофановский акрополь
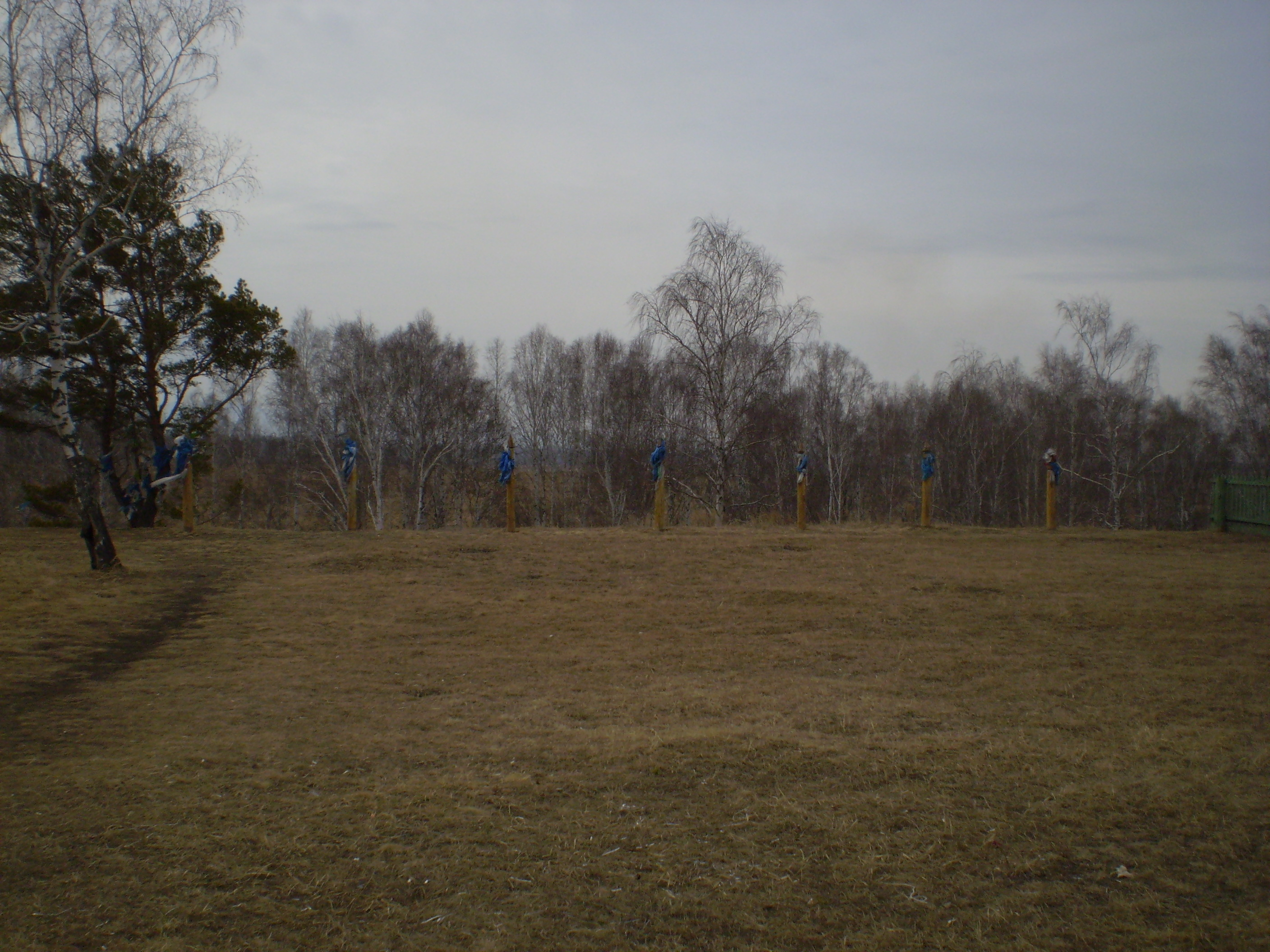
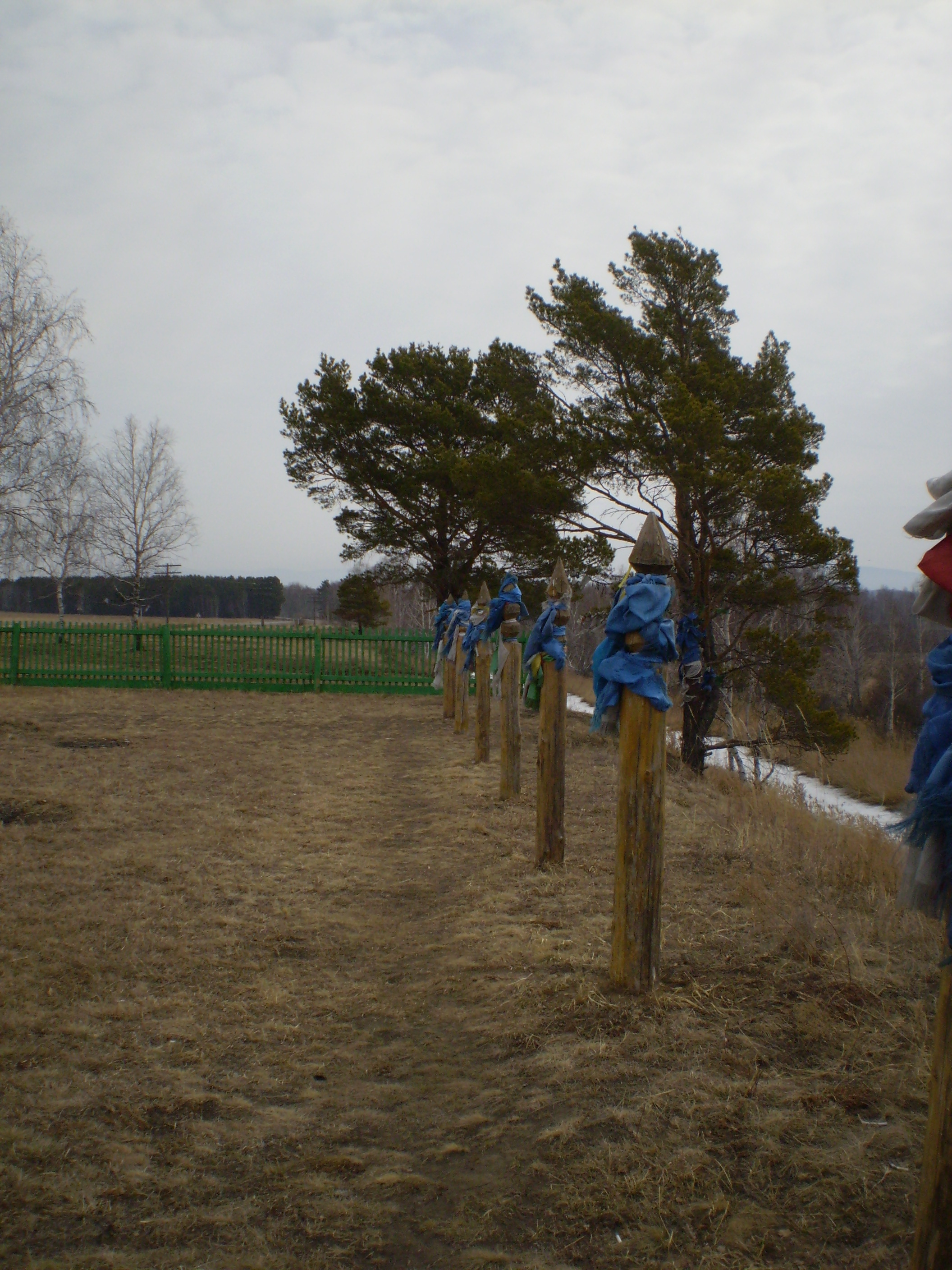

### Охранный статус
Памятник археологии охраняется государством в соответствии с Постановлением Совета Министров Бурятской АССР № 379 от 29 сентября 1971 года. В едином государственном реестре объектов культурного наследия (памятников истории и культуры) народов Российской Федерации приказом Министерства культуры РФ № 39391-р от 24 августа 2016 года могильник зарегистрирован как объект культурного наследия федерального значения «Неолитический могильник», с присвоением ему регистрационного номера 031640457360006.

## Могильник
Это один из крупнейших и древних могильных комплексов в Забайкалье. Захоронения датируются мезолитом, неолитом (китойское время), глазковским временем (время появления металлических орудий) и бронзовым веком (карасукско-шиверское время). За всё время изучения памятника было раскопано более сотни погребений.
При раскопках могильника глазковского времени найдены морские раковины, которые доставлялись сюда с побережья Восточной или Юго-Восточной Азии, а также из района Молуккских островов. Это свидетельствует о том, что в глазковское время в Прибайкалье торговые связи и обмен происходил не только с ближайшими племенами, но и с удаленными на многие тысячи километров. Находки, сделанные при раскопках могильника и относящиеся к разным эпохам, имеют много общих связей с многочисленными находками культур в Забайкалье, Северной Монголии и севера Прибайкалья. При раскопках могильника в 2008 году обнаружен ритуальный объект, содержащий череп медведя, что, по мнению Е. Д. Жамбалтаровой, может указывать о существования культа медведя у местного населения в эпоху раннего неолита.
По верованиям бурят считалось грехом если покойника хоронили на новом месте, так он мог заскучать и забрать к себе живых сородичей. По этой причине в погребениях глазковской культуры находили намеренно испорченные орудия — почти у всех топоров из саянского нефрита обломаны и вызубрены лезвия ударами какого-то тяжелого предмета, таким образом племена стремились предохранить живых от опасности, которая могла им грозить от умерших соплеменников. По этой же причине умерших могли хоронить связанными или с подогнутыми ногами.
По черепам мужчины и женщины, полученным из материалов раскопок М. М. Герасимова, антропологом Г. В. ЛебединскойЛебединская Галина Вячеславовна (1924—2011) — учёный-антрополог, кандидат биологических наук, автор более 60 скульптурных и более 150 графических реконструкций. Работала заведующей Лабораторией пластической реконструкции Института этнографии АН СССР (ныне Институт антропологии и этнологии РАН) выполнены реконструкции облика погребённых. В результате было установлено, что умершие не имели следов европеоидной расы и по внешности напоминали современных бурят. По результатам проведенных М. М. ГерасимовойГерасимова, Маргарита Михайловна — кандидат исторических наук, ведущий научный сотрудник, заведующая кабинетом-музеем антропологии им. В.П. Алексеева Института этнологии и антропологии РАН в 1990-х годах замеров костей скелета выяснилось, что средний рост древних жителей здешних мест составлял 165,8 см, а вес — 61,7 кг. В 2010 году М. М. Герасимова в соавторстве провела дополнительные исследования роста и индекса пропорций тел останков скелетов 23 мужчин, 13 женщин и 16 детей из могильника.
Черепа из раскопок М. М. Герасимова 1930-х годов, описанных Г. Ф. Дебецем, и черепа, происходящие из раскопок А. П. Окладникова 1948—1952-х годов, изученных И. И. Гохманом имели морфологическую однородность. Черепа имели отличительную черту — низкое лицо вкупе с выраженной плосколицестью, что выделяло их в краниологическом комплексе расовой систематике монголоидов. Черепа из раскопок 1959 года (шесть мужских и три женских черепа) подкрепили специфическую особенность в представление о низколицести черепов из Фофановского могильника. Позднее С. Ю. ФризенФризен, Сергей Юрьевич — кандидат исторических наук, Институт этнологии и антропологии РАН произвел замер черепов из китойской группы погребений, хранящиеся в музее БНЦ СО РАН. Было установлено, что все черепа массивны и имеют выраженный рельеф затылка, угловатые очертания мозговой коробки, узкий покатый лоб, высокое и широкое лицо. Нижние челюсти крупные, массивные. Четко выраженные клыковые ямки и «европеоидная» (по Г. М. Левину) форма скуловой вырезки. Эти особенности позволили исследователям отнести черепа к «недифференцированному варианту большой монголоидной расы». Женские черепа из китойской группы погребений значительно отличались по форме мозговой коробки, ширине лба, выразительности скул и высоте лба, причем эти различия были и у черепов из одного погребения. Черепа глазковско-шиверской культуры по сравнению с черепами китойского времени имеют более низкое лицо, прямой лоб и немного менее плоское лицо с меньшим выступом носа. Черепа этого времени характеризуется долихокранно-крупной средневысокой черепной коробкой, высоким и в меру широким лицом, которое уплощено на уровне назиона.
Костяки китойской группы погребений имели укороченные верхние конечности, по сравнению с нижними, удлиненное плечо по сравнению с бедром. В подавляющем случае было характерно укороченное предплечье по сравнению с плечом, среднее соотношение длины голени и бедра. Все костяки были узкоплечими.
В результате исследования находок из могильника, П. В. Волков и Е. Д. Жамбалтарова сделали вывод, что уровень развития технологий обработки материалов у ранненеолитических жителей Юго-Восточного Прибайкалья был на достаточно высоком уровне и соответствовал общему культурному уровню Байкальского региона. В лаборатории ИА АН СССР проведен спектральный анализ по бронзовым изделиям глазковского периода из могильника, в результате было установлено что медный сплав содержал около 1,2 — 3 % мышьяка. Таким образом, можно утверждать, что древние литейщики уже тогда могли легировать сплав оловом и мышьяком и создавать устойчивые типы сплавов.
Скульптурка головы лося, найденная во время раскопок в 1991 году, является единственной подобной находкой в археологических материалах Юго-Восточного Прибайкалья. По радиоуглеродному датированию получена дата 6660±100 лет назад. Изображения лося было распространено среди жителей таёжной и лесной зоны Северной Азии в эпоху мезолита — неолита — раннего металла, самая древняя скульптурка головы лося в Забайкалье была найдена при исследовании поселение Студеное-2, датировавшиеся верхнепалеолитическим временем — 17—18 тыс. лет назад. Похожий аналог со скульптурой головы лося из артефактов раннего неолита Южного Приангарья и Южного Прибайкалья найден на могильнике Шаманка II.
Остатки млекопитающих, по определению А. М. Клементьева, и птиц, по определению Н. В. Мартынович, среди находок в могильнике представлены поделками их костей и остатками костяка заяца-беляка, медведя, лисицы, волка, соболя, кабана, кабарги, косули, оленя, лося и овцы, а также 10—11 видов птиц типичных для лесостепных ландшафтов: лебедь-кликун, орёл, кряква, болотный лунь, серебристая чайка, свиязь или косатка, глухарь обыкновенный, филин, уральская неясыть, беркут.
Находки, сделанные при раскопках могильника, разрозненно хранятся в различных музеях и научных организациях: в Эрмитаже (отдел археологии Восточной Европы и Сибири), в Государственном историческом музее, в Музеи антропологии и этнографии им. Петра Великого (Кунсткамера), в Отделе антропологии ИЭА РАН, в Музее истории Бурятии, в Музее БНЦ СО РАН и в Иркутском музее истории.
Коллекция материалов с могильника в фондах Музея БНЦ СО РАН состоит из находок обнаруженных во время раскопок В. П. Конева и Е. Д. Жамбалтаровой и представлена орудиями охоты, рыболовства, собирательства, домашнего производства, украшениями, скульптурой, керамикой, обработанными и необработанными костями птиц и животных. Всего же коллекция находок Фофановского могильника в музее БНЦ СО РАН состоит из 3000 находок антропологических материалов и несколько сотен артефактов. Коллекция находок, обследованных Е. Д. Жамбалтаровой, хранящихся в фондах музея БНЦ СО РАН И ГИМ, насчитывает 1788 предметов, куда входит 883 роговых и костяных изделий. Артефактов эпохи неолита насчитывается 365 предметов (302 экземпляра в музее БНЦ СО РАН и 63 экземпляра в ГИМе), находки бронзового века состоят из 518 предметов (113 экземпляров из музея БНЦ СО РАН и 405 — из ГИМа). Три мужских и два женских костяка раскопанные в 1948 и 1950 годах А. П. Окладниковым хранятся в Кунсткамере (инвентарный номер — 5913). Материалы раскопок 1959 года в основном хранятся в Эрмитаже, малая часть представлена в Иркутском музее. Коллекция Фофановского могильника, хранящиеся в Музее БНЦ СО РАН, является наиболее изученной — предметы описаны, сфотографированы и отражены в музейной программе Hida.

Выставка находок из Фофановского могильника в Государственном историческом музее (Москва)
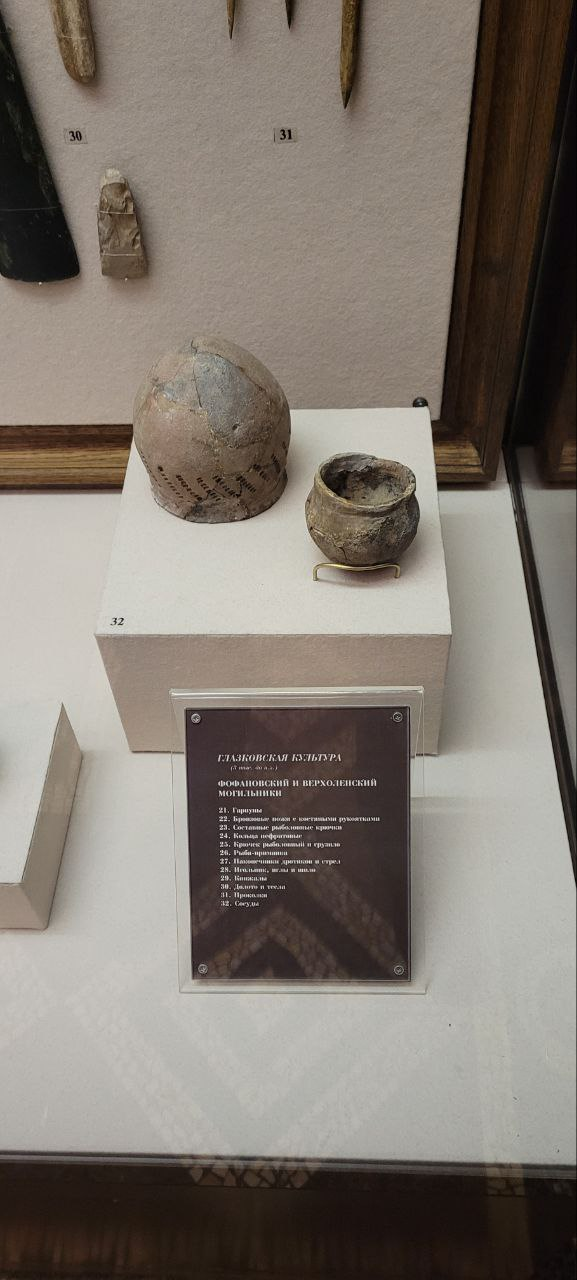
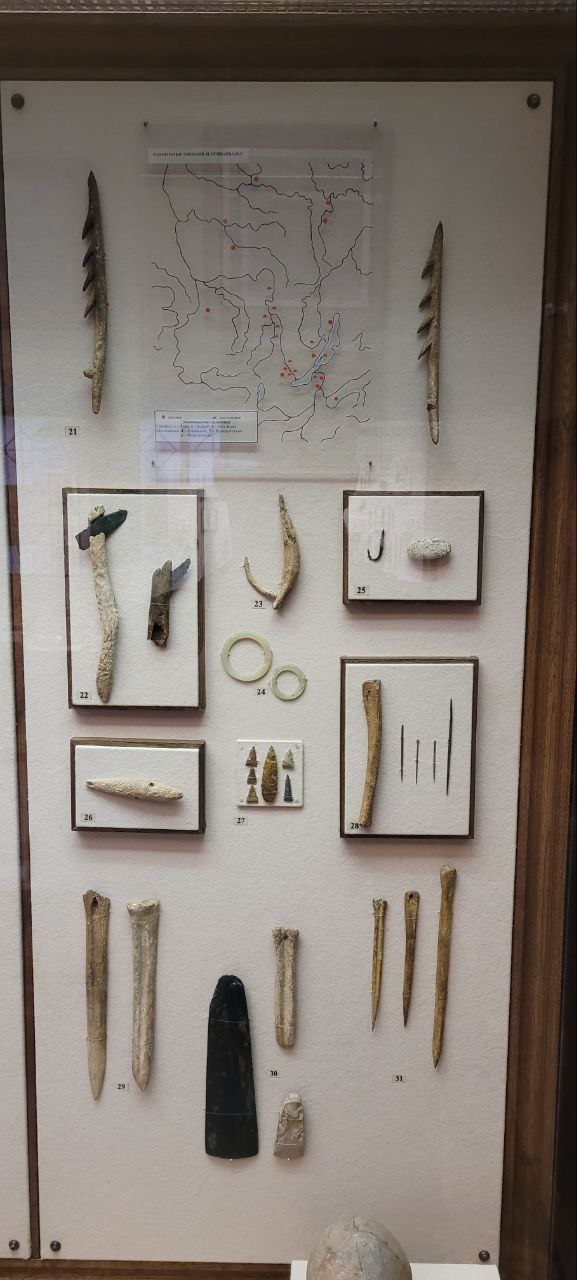

## Погребения

### Открытие могильника
А. П. Окладниковым в 1926 году найдены остатки четырёх погребений. Одна из могил располагалась в обрыве в слое глины, где был обнаружен костяк человека. Второе погребение найдено в 3 м севернее от первого в борту рытвины на глубине 1,15 м. Костяк человека в погребении был в хорошем состоянии, погребенный покоился на спине головой на восток, руки вытянуты вдоль туловища, нижних конечностей не было, скорее всего они были уничтожены размывом. Второе погребение располагалось выше Фофановской часовни. Ещё два погребения найдены ниже по склону горы.
При исследовании могил найдены артефакты относящиеся к неолитическому времени. В одном из погребений найден просверленный клык кабана и два каменных листовидных наконечника стрелы, также найден наконечник стрелы, имеющий слабо выраженные жильца, две ножевидные пластинки, отщепы и обломок не законченного обработанного наконечника. Помимо прочего, в одной из могил найден бронзовый нож и несколько обломков бронзовых предметов не имеющих определённой формы.

### Раскопки 1930-х годов
В период с 1931 года по 1936 год археологом М. М. Герасимовым вскрыто свыше 40 погребений. Результаты работ на могильнике не были опубликованы полностью, отсутствует полевая документация, но осталась коллекционная опись находок. Впервые четыре черепа из раскопок М. М. Герасимова были опубликованы Г. Ф. Дебецем в 1948 году. Один из этих черепов происходил из погребения эпохи бронзы, согласно М. М. Герасимову, он принадлежал к палеоазиатскому типу тунгусского варианта. Исследователями было установлено, что все вскрытые погребения принадлежат к разным периодам: неолита, энеолита и эпохи бронзы.
Самые ранние погребения находились в неглубоких ямах, умершие в них лежали на спине, в вытянутом положении, ногами в направлении к реке, руки сложены на теле. В более поздних могилах погребенные покоились в скорченном положении на боку, головой направленной по течению реки. Некоторые могилы, более позднего времени, имели оградки.
При раскопках обнаружены шилья из кости лося, бусы из просверленных зубов марала, плоские, округлой формы бусы из перламутровых раковин, обломки кабаньих клыков, наконечники стрел и скребки. В погребениях обнаружены следы окислов бронзы и единичные находки тонких проволочных медных браслетов, маленькие височные кольца, узкие пластины листовидных ножей. В могилах оказались фрагменты керамики, перламутровые нашивки на одежду, орудия из камня, рога, кости. В некоторых погребениях обнаружены редки находки — топор и игольница. Встречались гарпуны, рыболовные крючки, точильный брусок из шиферного сланца, отщепы, долото, ножи.

### Раскопки 1948 года

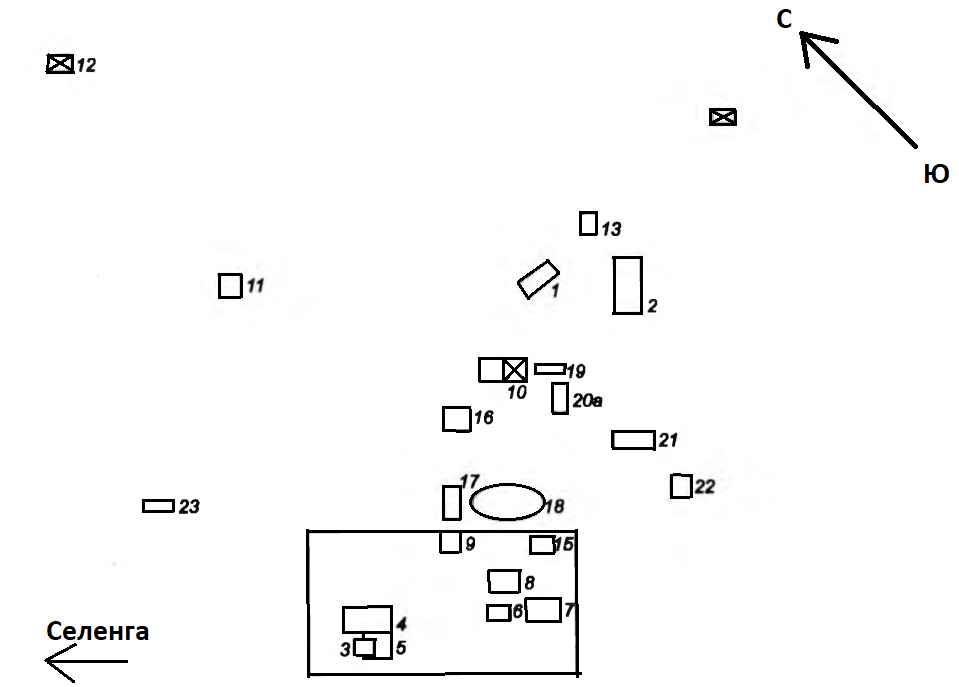
Расположение раскопанных погребений в 1948 году согласно дневнику А. П. Окладникова

В 1948 году Бурят-Монгольской археологической экспедицией под руководством А. П. Окладникова раскопано 23 могилы, все погребения располагались на глубине от 0,3 до 1,6 м.
Над пятью погребениями (№ 6, 9, 15, 17, 22) надмогильные сооружения были в виде каменной кладки. Часть могил (№ 6, 9, 10, 19) имели овальную могильную яму. Костяки в погребениях № 1, 4, 11, 16, 21 направлены головой на восток, оставшиеся в своем большинстве на — юго-восток. В погребение № 19 костяк лежал головой на северо-запад, в погребение № 5 и 20 на северо-восток, в погребение № 17 головой на юг. В других погребениях направление на удалось установить.
Погребения № 1, 3—5, 6—12, 14, 16—23 одиночные. В шести могилах (№ 3, 4, 6, 10, 18, 19) присутствовали следы огня, скорее всего труп умершего был сожжен. Из-за разрушения могилы № 13 не удалось определить к какому типу он относится — к одиночному или парному погребению. По результатам изучения могила № 15 также не понятно, это парное (взрослый и ребёнок) или коллективное (взрослый и несколько детей) погребение: здесь найдены фрагменты детского черепа, ребра ребёнка, две фаланги пальцев взрослого и раздавленный череп ребёнка. В пяти погребениях (№ 15, 19, 21—23) захоронены дети.
Положение костяков в могилах было различным, часть из них (№ 4, 9, 10, 18) лежали на спине, в вытянутом положении (в 9, 10 и 18 могиле череп усопшего был раздроблен), в погребениях № 1 и 5 усопшие также лежали на спине, но ноги у них были согнуты в коленях, а череп раздавлен. В погребениях № 7, 12, 20 костяк вовсе находился в скорченном положении. В могиле № 19 и 22 не было черепов погребенных. В погребениях № 3, 19, 22 была засыпка из охры. В погребение № 22 раскопан скелет ребёнка пяти лет, который лежал в сумке из бересты тёмно-малинового цвета, обернутый в соболиную шкуру. Для окраски бересты применялась не красная охра, а киноварь скорее всего доставленная издалека.
Во время раскопок 1948 года найдены карасукский бронзовый кинжал (XIII—XII вв до н. э.), нефритовые топоры, ожерелье из зубов марала сделанные в виде грушевидных бус, фрагменты сосуда с узким дном. Инвентарь из камня представлен находками наконечника копий, наконечниками стрел, скребками, точильцем, двумя ножами из кремнистого материала, отщепами, кремниевыми орудиями. Изделия из кости представлены остриём, гарпуном, отжимником, игольником, двумя вкладышевыми орудиями с каменными лезвиями и двумя шилами. Изделия из металла представлены обломком тонкой металлической пластины, рукоятью от бронзового ножа, медным кинжалом в кожаных ножных, тремя кинжалами.
А. П. Окладников при описании погребений не приводил их культурное и хронологическое определение. По мнению Л. В. Лбовой, Е. Д. Жамбалтаровой и В. П. Конева, погребения могут относиться от энеолита до карасуксо-тагарскому времени.

### Раскопки 1950 года
В 1950 году Бурят-Монгольской археологической экспедицией под руководством А. П. Окладникова раскопано 20 погребений, часть из них на момент раскопок уже была разрушена (погребения № 1, 2, 4, 7, 10). В погребение № 18 и 20 усопший покоился на спине с согнутыми ногами и головой направленной на северо-восток. В погребение № 19 погребенный лежал вытянуто на спине, головой в сторону запада, череп был раздавлен, а берцовые кости ног сломаны. Для остальных могил не удалось определить положение костяков в них относительно сторон света. В погребениях № 3, 5, 7—15 найдены отдельные кости, а в погребениях № 6, 16, 17 костяков вообще не было. В погребениях № 9, 13, 14 найдена засыпка охрой.
При раскопках А. П. Окладниковым найдены изделия из камня, кости, металла (обломок бронзового ножа, бронзовая игла с ушком) и керамики. Изделия из камня представлены: наконечники стрел, нефритовые топоры и тесла, отщепы, кинжал, скребок. Костяные изделия: острия, кинжалы, шило, проколки, игольник, острие от гарпуна, костяные наконечники стрел, подвеска из клыков кабана и подвеска из клыков марала.
По версии А. П. Окладникова погребения № 1—11, 13, 16, 20 относятся к глазковской культуре, погребение № 17 к шиверско-глазковскому времени, погребение № 12 к китойской культуре.

### Раскопки 1959 года
В 1959 году археологическим отрядом Иркутской экспедиции ЛОИА АН СССР изучена 41 могила. Часть могил глазковского времени разграблены ещё в древности, надмогильные кладки также разрушены, на костях были заметны окиси меди или бронзы, видимо здесь, до разграбления, находились некие металлические орудия.
М. М. Герасимов и Е. Н. Черных на могильнике по результатам раскопок после 1959 года выделяли три группы погребений: первая группа (первоначально выделялись 7 погребений после раскопок Е. Д. Жамбалтаровой группа расширена до 28 могил) была отнесена к китойской культуре (ранний неолит), вторая группа (29 могил) отнесена к глазковской культуре (бронзовый век), у третьей группы (5 могил) культурная принадлежность не ясна, предварительно отнесена к 1-му тысячелетию до н. э. Краевед А. В. Тиваненко считал, что эти «неопределённые» погребения относились к карасукско-шиверскому времени.
Первая группа погребений включает могилы № 1—7 (1959 год), № 1—17 (1987—1989, 1996 года), № 1, 3—5 (2007, 2008, 2013 года) и ритуальный объект (2008 год). Эта группа могил отличается овальной и подпрямоугольной могильной ямой с небольшой глубиной погребения (0,5 — 1,4 м от современной поверхности). Скорее всего, могильные ямы были перекрыты деревянным настилом и засыпаны землей, со временем перекрытия обрушились. Погребенные покоились либо лежа на спине, либо на боку с согнутыми коленями. Все погребения засыпаны охрой. По кости из погребений № 5 и 6 сделан радиоуглеродный анализ, который показал даты от 7610±210 до 6350±50 лет назад, что относится к раннему неолиту. До этого, по версии А. П. Окладникова, их относили к позднему неолиту.
Во вторую группу погребений входят могилы № 8—36 (1959 год) и могила № 6 (2013 год). Погребения этой группы не имеют каменных кладок над могильными ямами. Погребенные лежали на спине либо в вытянутом положение, либо с согнутыми ногами. Могилы достигали в длину до 2,8 м и были довольно узкими (0,5 — 0,8 м). По кости были получены следующие радиоуглеродные даты: 3670±40 — 4100±100 лет назад. По мнению М. М. Герасимова и Е. Н. Черных, вторая группа погребений близка к глазковскому времени, но с некоторыми особенностями: керамика из этих погребений близка к серовской эпохе, а в одном из погребений найден костях домашней овцы, что не характерно для племен бронзового века таёжной зоны Сибири. М. М. Герасимов и Е. Н. Черных датировали данную группу началом эпохи палеометалла (II—I тысячелетие до н. э.) Более поздние погребения, относящиеся к глазковскому времени, были сделаны по прошествии продолжительного времени — над ними успел отложиться слой лёссовидного суглинка и сформироваться новая почва.
Третья группа погребений состояла из 5 могил с № 37 до № 41, раскопанных в 1959 году. Датировка погребений оказалась затруднительной. Надмогильные сооружения у могил отсутствовали, контуры могильных ям не прослеживались. Погребенные лежали на спине, с согнутыми в коленях ногами на глубине 0,45 — 1 м от современного уровня поверхности. По мнению М. М. Герасимова и Е. Н. Черных, захоронения произведены позже времени глазковской культуры, после образования нового почвенного слоя над этим культурным горизонтом.
Погребение № 5 из неолитического времени, по версии М. М. Герасимова, принадлежало некому знатному человеку, так как при раскопках этого погребения найдено большое количество сопроводительного инвентаря, могила была большой и свободной, возле неё стоял столб.

Коллективное погребение № 7 (1959 год)

Погребение № 7 коллективное — здесь раскопано семь скелетов, принадлежащих людям разного пола и возраста, у шести скелетов не было черепов. Глубина могильной ямы составляла 1,55 м и имело прямоугольную форму 1,8×1,2 м. Три скелета располагались в восточной части ямы — мужчина около 45 лет, юноша около 17 лет, мальчик 10 лет (единственный скелет с черепом), остальные в её западной части — женщина 30 лет, две девочки 10 и 14 лет и двухгодовалый ребёнок. Все скелеты лежали на спине, кроме мальчика, он лежал на боку. Ноги у всех скелетов согнуты. По характеру погребения установлено, что сначала положили мужчину, затем женщину, третьим — мальчика, после девочек 14 и 10 лет, юношу и младенца. Кости были засыпаны охрой. В районе таза скелета, принадлежащего мужчине, обнаружен заостренный предмет, похожий на наконечник стрелы. По шести костякам получены даты — 6450±50, 6780±110, 6830±60, 7000±60, 7040±100, 7610±210 лет назад, но то что погребенные были захоронены вместе не вызывает сомнения.
Инвентарь глазковской культуры представлен различным рыболовным инвентарём — наконечниками гарпунов, обломками рыболовных крючков, костяными жальцами. Инвентарь китойской (неолитической) культуры представлен семью ножами из кости с вкладышами, роговым долото, острием из кости, двумя рыболовными крючками, скребком, кольцом из мрамора и остатками разрушившихся перламутровых пластин, никаких следов керамика не обнаружено. Инвентарь третье группы погребений (по версии М. М. Герасимова и Е. Н. Черных) состоял лишь из игольника и фрагмента костяной основы кинжала.

### Раскопки 1987—1989, 1991 и 1996 годов
Во время археологических работ в 1987—1989 и 1996 годах археологической экспедицией БГПИ и ВСГАКИ раскопано 17 грунтовых погребений, не имеющие надмогильных сооружений. Погребения № 3—5, 7, 8, 12, 13 и 16 имели овальную могильную яму, погребения № 14, 15, 17 — подпрямоугольную со скругленными углами. Глубина могильных ям составляла от 0,5 до 1,5 м. Раскопанные могилы близки к китойским погребениям Ангары и Витима, совпадали как характер погребения, погребальный обряд, так и положение умерших в них, но были и отличия — отсутствие таких характерных для китоя вещей, как составные рыболовные крючки, нефритовые орудия, кремневые наконечники стрел и т. п. Но в целом погребения вписываются в комплекс китойских погребений могильника. В 1989 году проведён радиоуглеродный анализ на 11 образцах, в результате чего получена датировка памятника — от 5 до 6 тыс. лет назад. Из-за плохой сохранности коллекции артефактов, полученных при раскопках, не удалось достаточно ясно трактовать некоторые даты по костякам из китойского погребения.
В могилах № 7—9, 13, 16, 17 погребенные покоились головой направленной вверх по течению реки, то есть в направление на северо-запад, в могилах № 3—5, 12, 14 умершие лежали головой в направление на запад. Погребение № 15 ориентировано с юга на север, головой в направление к реке, погребения № 1 и 10 были ориентированы с северо-востока на юго-запад. В разрушенных погребениях № 2 и 6 не удалось выяснить ориентировку погребения.
Все погребения одиночные, кроме могилы № 12, в которой обнаружены костяки, принадлежащие мужчине и подростку. В большинстве могил обнаружены скелеты принадлежащие мужчинам, только в погребениях № 1 и 13 покоились взрослые женщины, а в могилах № 3, 10 и 16 — дети, причем костяки детей были в очень плохой сохранности. Про половую принадлежность костяков в могилах можно говорить только предварительно, лишь в погребение № 1 Н. Н. МамоновойМамонова Наталья Николаевна (1921 — 2006) — антрополог, скульптор. Научный сотрудник лаборатории пластической реконструкции Института этнографии АН СССР. Автор высокохудожественной серии скульптурных реконструкций древних обитателей Северной Азии. Консультант забайкальских археологических экспедиций удалось определить пол.
В погребениях № 1, 3, 5, 10, 12, 14, 15 умершие лежали на спине, в погребениях № 2, 4, 7, 9, 13, 17 на боку с подогнутыми ногами, в погребение № 6, 8 и 16 из-за неполного костяка положение умершего установить затруднительно. В погребениях № 12 и 14 погребенный лежал с подогнутыми влево и вправо ногами, а в погребение № 15 с подогнутыми ногами коленями вверх. В погребение № 7 и 12 умершие были без голов.
Погребенные густо посыпаны охрой, причем в погребениях № 14, 15, 17 в районе черепа, в погребениях № 12—15 в районе тазовых костей, в погребение № 12 также густо присыпана грудь (подросток в этом погребение не был посыпан охрой), а в погребение № 17 кости ног. Также встречались погребения вообще без охры (№ 3—9 и 16). Погребение № 11 раскопанное в 1991 году было парным, в нём находилось три скелета — взрослого человека 30—35 лет (половую принадлежность установить не удалось) и двоих детей 6—7 лет и 16 лет.
Во время раскопок в 1987—1989 и 1996 годах найдены расщепленные клыки кабана с отверстиями в них, пластины, костяное острие (предположительно наконечник копья), резцы (возможно тарбагана), перламутровые бусы, фрагмент гематита, керамика, остатки вкладышевого орудия, кусочек графита, халцедоновый наконечник стрелы, заготовки нуклеуса, фрагмент нижней челюсти мелкого грызуна, а также фрагментированный гладкостенный сосуд, найденный в яме со следами кострища. Во время раскопок 1991 года найдены: вкладышевый кинжал, нож, проколка из кости, заготовки костяных орудий, скульптурка головы лося из рога или кости, кольца из кальцита, перламутровые бусины, украшения из клыков кабана, подвески из резцов благородного оленя.

### Раскопки 2007—2008, 2013 годов
В сезоне 2007—2008 годов экспедицией Музея БНЦ СО РАН и ВСГАКИ было раскопано три погребения, отнесенные к ранненеолитическим погребениям (возраст около 6 тыс. лет) китойской культуры Фофановского могильника, и один ритуальный объект. Могилы № 1, 3 обнаружены при помощи георадарного исследования. В процессе раскопок одного из захоронений после снятия дернового слоя в непосредственной близости от могил с помощью георадарного исследования было выявлено костровище.
В первом погребении на глубине около одного метра обнаружен костяк человека в удовлетворительном состоянии, лежащий на спине с согнутыми влево ногами. В могиле также лежал «чужой» череп, который был раздавлен. Погребение засыпано охрой. Могила № 2 не содержала следов погребений, но в ней на глубине 160 см был раскопан череп бурого медведя (определение костей выполнены А. М. Клементьевым). По мнению Е. Д. Жамбалтаровой это ритуальный объект, который может указывать о существования культа медведя у местного населения в эпоху раннего неолита. На глубине 70 см в могиле зафиксированы охристые пятна с вкраплением сажи, на глубине 113 см — раздробленные кости. В погребение № 3, размерами 0,8—1 × 1,65 м, на глубине 1 м от современной поверхности, лежал костяк человека на спине с согнутыми вправо ногами, головой на восток — юго-восток. Костяк засыпан охрой, отмечены следы огня — сажистые пятна перед лицом, под правым плечом и у правой ноги. Погребение № 3 имело богатый сопроводительный инвентарь.
Погребение № 4 — парное, в нём находились скелеты двоих взрослых и двоих детей, обнаруженных на глубине 95 см. Усопшие лежали на спине с согнутыми ногами. Один из костяков, принадлежавших взрослому, покоился с согнутыми влево ногами, остальные — с согнутыми коленями вправо. Всё погребение щедро засыпано охрой, в верхней части могилы наблюдались сажистые пятна и угольки. Погребение № 4 также имело богатый сопроводительный инвентарь.
Погребение, раскопанное в 2013 году, имело длину в 2,8 м и ширину 0,5 — 0,6 м. В могильной яме найдены фрагменты обожженных человеческих костей полностью засыпанных охрой. Сопроводительный инвентарь также был обожжен и фрагментирован. Могила была отнесена к глазковскому времени (бронзовый век).
Во время раскопок 2007—2008 годов сопроводительный инвентарь погребений состоял из кольца из перламутра, украшения из клыков кабана, кальцитовых колец, подвески, костяных нашивок на одежду, двулезвийных вкладышевых кинжалов-ножей, небольшой раковины, ножа на пластине, нуклеуса из халцедона, скребков из халцедона, микропластин, технических сколов, фрагмента керамики со следами нагара. В четвёртом погребение найдена сумка с орудиями: два орудия и фрагмент из кости, два фрагмента острия, клиновидное орудия из рога, двусторонний гарпун и фрагмент острия гарпуна. Также найдены желваки кварца, кусочки охры, плитка сланца, орудие из кости лебедя с двумя отверстиями и отверстием на одном конце, абразив из песчаника, галечки, необработанные кости животных и фрагменты костей птиц. В 2013 году в погребение был найден сопроводительный инвентарь, состоящий из когтя орла, иглы, отщепов, скребков, фрагментов костяных острий, фрагментов керамики, подвески из клыка марала и др.

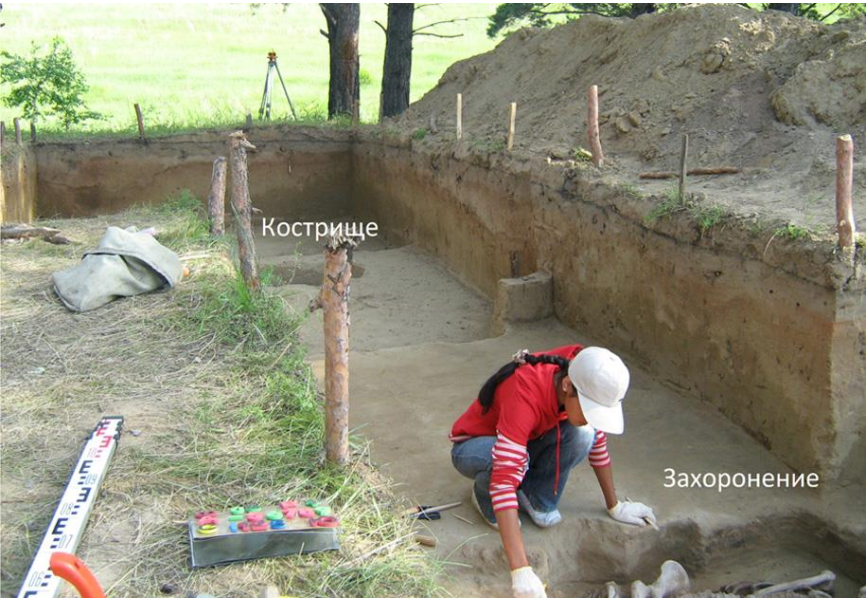
Раскоп со вскрытым костровищем и захоронением
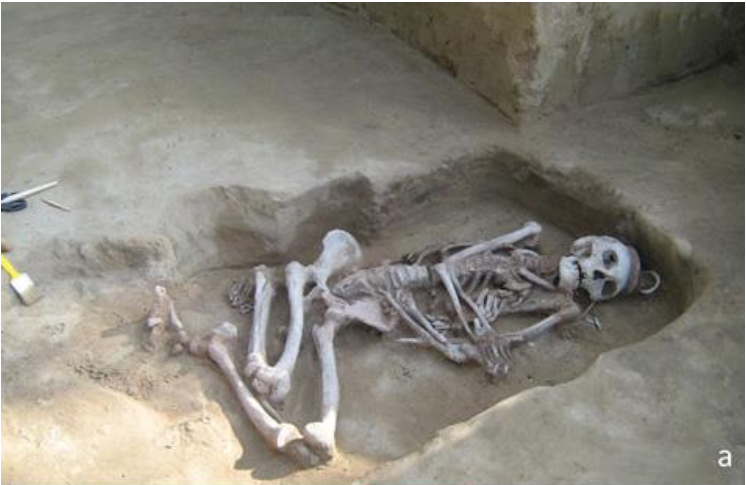
Погребение № 3. Одиночное китойское захоронение (раскопки 2007—2008 годов)
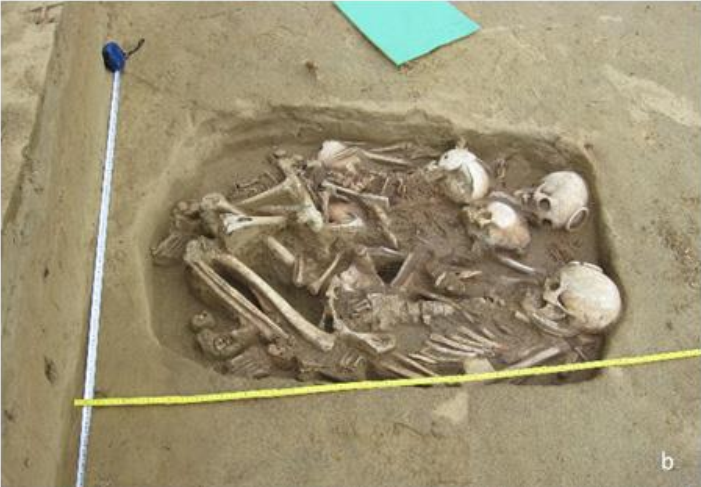
Погребение № 4. Коллективное китойское захоронение (раскопки 2007—2008 годов)

## Комментарии
1. ↑  В некоторых источниках — Фофоновский могильник[1][2][3].
2. ↑  Проколка — орудие, имеющее удлиненный, обработанный ретушью, прокалывающий кончик[75].